# Rudolf Komorous
Rudolf Komorous (* 8. prosince 1931, Praha) je český fagotista a hudební skladatel, žijící v Kanadě.

## Život
Je synem klarinetisty orchestru Národního divadla. Otec jej učil hře na housle a klavír. Vystudoval na Pražské konzervatoři hru na fagot a pokračoval na Akademii múzických umění v Praze u Karla Pivoňky. Současně studoval skladbu u Pavla Bořkovce. Stal se členem orchestru Smetanova divadla a získal řadu ocenění na mezinárodních soutěžích (Praha, Bukurešť, Ženeva). Nejcennější patrně bylo vítězství v soutěži Concours International d’Exécution Musicale v Ženevě. V roce 1959 se zúčastnil kurzů elektronické hudby ve Varšavě.
V letech 1959–1961 učil hře na fagot a komorní hře na konzervatoři v Pekingu. Po svém návratu do Československa se stal zakladatelem a fagotistou souboru Musica Viva Pragensis, který se specializoval na nejnovější směry hudby 20. století.
V roce 1969 emigroval do Kanady. V letech 1970–1971 přednášel ve Spojených státech na Macalester College v Saint Paul v Minnesotě. V roce 1971 se stal profesorem kompozice a hudební teorie na University of Victoria v Kanadě. V letech 1989–1994 byl ředitelem Školy současného umění (School for the Contemporary Arts) na Simon Fraser University ve Vancouveru.

## Dílo (výběr)

### Opery
- Lady Whiterose (Buffalo, 1970)
- No no miya (podle divadelní hry Zeami Motokiyo, Vancouver 1988)

### Orchestrální skladby
- The Gloomy Grace (1968)
- Bare and Dainty (1970)
- Rossi (1974)
- Vermilion Dust (1980)
- Symfonie č. 1, Hvězdný prach (1988)
- Symfonie č. 2, Kanadská
- Serenáda pro smyčce (1982)
- Demure Charm (koncert pro flétnu, fagot a smyčcový orchestr, 1990)
- Symfonie č. 3, Ex C (1995)
- Komorní koncert pro fagot a orchestr (1995)
- Symfonie č. 4, La tireuse de cartes (1997)
- Symfonie č. 5, The Spiffy Nude (2001)
- Symfonie č. 6, Verdigris (2002)

### Komorní skladby
- Duettino (1954)
- The Sweet Queen (foukací harmonika, kontrabas, bicí a klavír, 1962)
- Olympia (1964, nahrál Supraphon, 1966)
- Mignon pro čtyři smyčcové nástroje (1965, Supraphon).
- Chanson (1965)
- York (1967)
- Preludes (1974)
- At Your Memory the Transparent Tears Are like Molten Lead (1976)
- The Midnight Narcissus (1977)
- Dvacet tři básní o koních (text Li-Ho, anglický překlad J.D. Frodsham, 1978)
- Amaryllis (1981)
- Trio pro smyčce (1981)
- Fumon Manga (1981)
- Quartettino Les Amours Jaunes (1983)
- The Necklace of Clear Understanding (1986)
- Ritratto di Laura Battiferri (1989)
- Dames’ Rocket (1991)
- Slow Rant Boogie (1994)
- Seven Sides of Maxine’s Silver Die (1998)
- Lurid Bride (1999)
- The White Shift (Smyčcový kvartet č. 1, 2000)
- Like that Drake (2000)
- Aurélia (2001)
- The Atonement (Smyčcový kvartet č. 2, 2002)

### Sbory
- An Anna Blume (text Kurt Schwitters, 1971)
- Vermilion Dust (text Li Shang-yin, anglický překlad James J.Y. Liu, 1980)
- Li Ch’ing Chao Madrigals (1985)

### Klavír
- The Devil's Trill (1964)
- Slow fox (1973)
- The Chinese Box (2000)

### Elektronická hudba
- The Tomb of Malevich (1965)
- Bez názvu 1 (1973)
- Anatomy of Melancholy (1974)
- Listening to Rain (1986)